# القاعدة البغدادية
القاعدة البغدادية هي منهج خاص بالقراءة والكتابة للمبتدئين، وقد تفرع منها عدة طرق مشهورة، مثل: القاعدة المكية، القاعدة المدنية وغيرها.

## مراحلها تعليمها

### 1- حروف الهجاء
انتقلت إلى العرب من الكنعانيين (22) حرفاً مجموعة في كلمات
أَبْجَدْ هَوَّزْ حُطِّي كَلِمَنْ سَعْفَصْ قَرَشَتْ
ثم زاد العرب ستة أحرف تسمى (الروادف) وهي مجموعة في كلمتي (ثَخَّذْ ضَظَّغْ ) وهذا الترتيب أساسه الحساب، حيث يدل كل حرف على رقم.
وهذه هي مدلولاتها على الترتيب: 
1 – 2 – 3 – 4 – 5 – 6 – 7 – 8 – 9 – 10 – 20 – 30 – 40 – 50 – 60 – 70 – 80 – 90 – 100 – 200 – 300 – 400 – 500 – 600 – 700 – 800 – 900 – 1000 

### 2- الحركات
وهي الفتحة والكسرة والضم

### 3- المدود
ينقسم المد إلى:
- مد بالألف (ا) شريطة أن يكون قبل الأف حرف مفتوح.
- ومد بالواو (و) شريطة أن يكون قبل الواو حرف مضموم.
- ومد بالياء (ي) شريطة أن يكون قبل الياء حرف مكسور.

### 4- التنوين أو الصرف
هو نون زائدة ساكنة تلحق بالاسم، ولا تكتب ويستعاض عن كتابتها بتكرار الشكلة.

### 5- السكون
والسكون لا يكون إلا عن حركة، ولذا لا تبدأ الكلمة بساكن ولا يتابع ساكنان

### 6-الشدة
وكذلك لا تبدأ الكلمة بحرف مشدد
وهذا هو الترتيب المعتمد وذلك لأنه لا بد من تعريف لَبِنَات الكلام العربي، وهي الحروف ولذلك سميت (حروف المباني) ثم إدخال الحركات عليها إذ إنها بدون حركة كالآلة المعطلة لا تعمل، ثم المدود وهي امتداد طبيعي للحركات، لأن المدود ما هي إلا حركات طويلة ثم التنوين الذي هو تكرار الحركة كتابة ووضع نون ساكنة بعد الحركة نطقا، ثم السكون الذي هو: (لا حركة) ثم تشديد الحرف وهو وإن كان يدل على الحركة وزيادة إلا أن فيه رائحة السكت.